# 刑部站
刑部站（日语：／ Osakabe eki */?）是位於岡山縣新見市大佐小阪部2506番2號，西日本旅客鐵道（JR西日本）的姬新線車站。

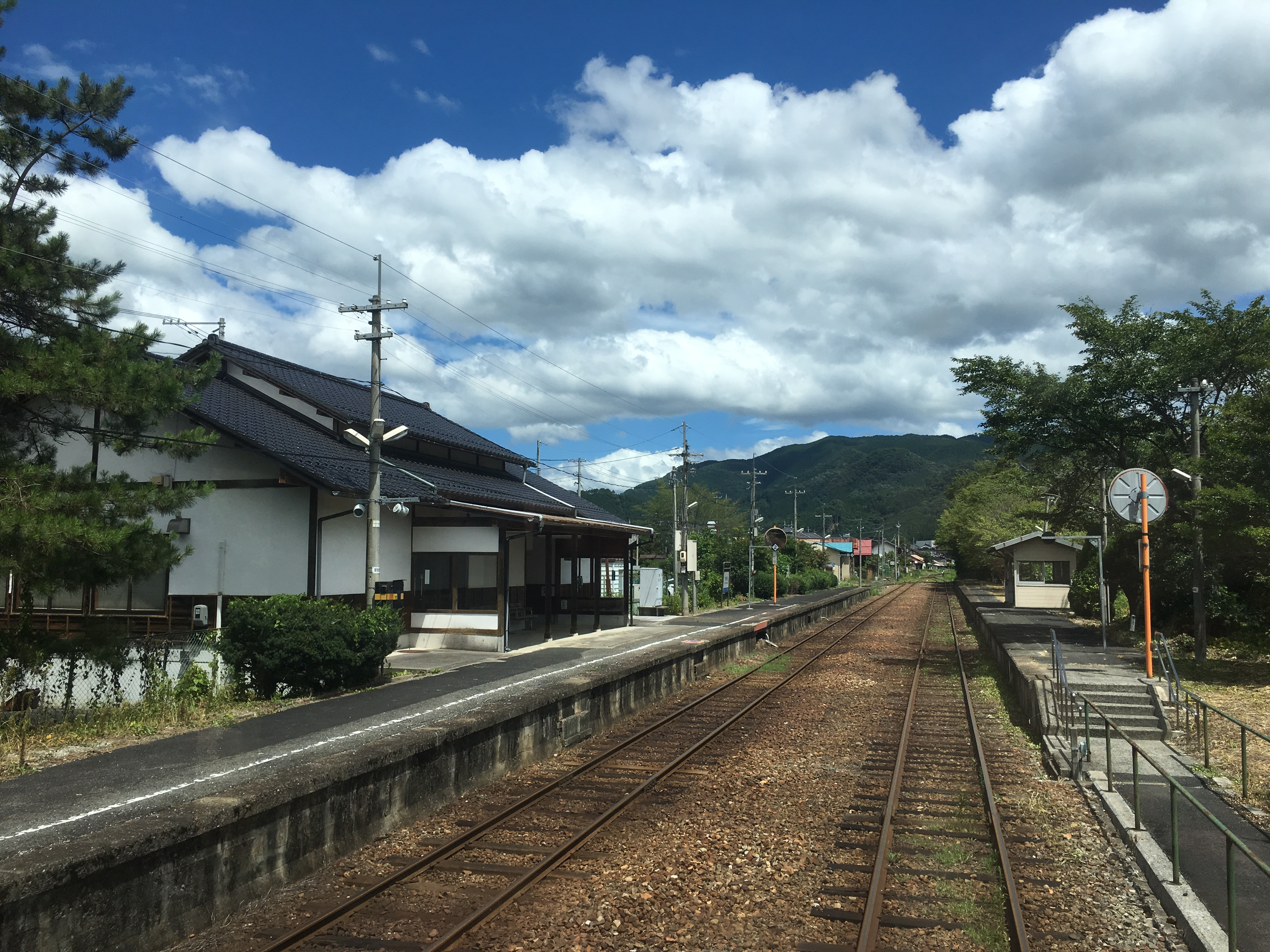
月台（2019年8月）

## 歷史
- 1930年（昭和5年）12月11日 - 作備線 中國勝山至岩山之間開業，此站啟用。
  - 當時車站地址為岡山縣阿哲郡刑部町（日语：刑部町）小阪部。
- 1936年（昭和11年）10月10日 - 作備線成為姬新線一部分，此站成為姬新線車站。
- 1955年（昭和30年）2月11日 - 隨著大佐町（日语：大佐町）成立，車站地址變為岡山縣阿哲郡大佐町小阪部。
- 1987年（昭和62年）4月1日 - 伴隨國鐵分割民營化，車站由西日本旅客鐵道（JR西日本）營運。
- 2005年（平成17年）3月31日 - 隨著新見市（第二次）成立，車站地址變為岡山縣新見市大佐小阪部。
- 2011年（平成23年）4月1日 - 成為無人車站。

## 車站構造
本站是地面車站，設有2面2線的相對式月台，可進行列車交會。車站大樓位於津山方向月台側，兩月台之間設有站內平交道。
此站是由新見站管理的無人車站。此站曾經設有售票櫃臺，使用流動售票機售賣乘車券，為一座簡易委託車站。在2011年3月31日起結束委託業務。在車站內設有商店和候車室。站前設有廣場，在廣場上則有設置滑翔傘形狀的街燈。

### 月台
| 月台         | 路線   | 上下行 | 方向                     |
| ------------ | ------ | ------ | ------------------------ |
| 車站大樓一邊 | 姬新線 | 上行   | 中國勝山、津山、佐用方向 |
| 車站大樓對面 | 姬新線 | 下行   | 新見方向                 |

- 在車站資訊上沒有編排月台編號。

## 使用狀況
以下為近年1日平均乘車人次列表。
| 年度 | 1日平均 乘車人次 |
| ---- | ---------------- |
| 1999 | 138              |
| 2000 | 135              |
| 2001 | 127              |
| 2002 | 124              |
| 2003 | 121              |
| 2004 | 117              |
| 2005 | 107              |
| 2006 | 99               |
| 2007 | 90               |
| 2008 | 78               |
| 2009 | 74               |
| 2010 | 73               |
| 2011 | 63               |
| 2012 | 61               |
| 2013 | 69               |
| 2014 | 60               |
| 2015 | 62               |
| 2016 | 50               |
| 2017 | 51               |
| 2018 | 46               |

## 車站周邊
- 新見市大佐分局
- 刑部郵局
- 新見市立大佐中學
- 新見市立刑部小學（日语：新見市立刑部小学校）
- Bon Ace（日语：ボンエース）大佐店

## 相鄰車站
西日本旅客鐵道（JR西日本）
 姬新線
■快速
月田－刑部－新見
■普通
富原－刑部－丹治部

## 注腳
1. ↑  岡山縣統計年報 （页面存档备份，存于）（日語）

## 外部連結
- 刑部｜車站資訊：JR出門網 - 西日本旅客鐵道（日語）